# Erucastrum brevirostre
Erucastrum brevirostre är en korsblommig växtart som först beskrevs av René Charles Maire, och fick sitt nu gällande namn av Gomez-campo. Erucastrum brevirostre ingår i släktet kålsenaper, och familjen korsblommiga växter. Inga underarter finns listade i Catalogue of Life.